# Azusa Street Mission
Die Azusa Street Mission (eigentlich Azusa Faith Mission) gilt als einer der Ursprungsorte der Pfingstbewegung.
Die Adresse 312 Azusa Street in einem farbigen Viertel und Industriequartier von Los Angeles war von 1906 bis 1931 der Versammlungsort der Azusa Faith Mission, die allgemein unter dem Namen Azusa Street Mission weltweite Bekanntheit erlangte. Der erste Leiter der Gemeinde war der afroamerikanische Prediger William J. Seymour, der zu den Mitbegründern der neuzeitlichen Pfingstbewegung gezählt wird.
Das einfache, rechteckige Holzgebäude mit einer Grundfläche von etwa 300 m2 (60 mal 40 Fuß), mit weißer Holzverkleidung, teilweise neogotischen Fenstern und einem Flachdach hatte zuerst der afroamerikanischen methodistisch geprägten Episkopalkirche mit dem Namen Stevens African Methodist Episcopal (AME) Church als Versammlungsort gedient. Später wurde es aber kurzzeitig als Stall und Lagerhalle genutzt, bevor es im Jahr 1906 von der aufstrebenden Pfingstgemeinde entrümpelt, renoviert und benutzt wurde.
Seymour, von Houston herkommend, hatte zunächst an der Eingangstür eines Privathauses in der Bonnie Brae Street gepredigt, das Richard Asberry gehörte. Die von ihm verkündete Notwendigkeit der Zungenrede für Christen zog eine große Zuhörerschaft an, so dass sich die Versammlung um eigene Räume bemühen musste. Schließlich versammelte man sich in einem Gebäude in der Azusa Street mit der Hausnummer 312. Dort entwickelte sich die Gemeinde und wuchs stetig. Bald wurden dreimal am Tag Gottesdienste gefeiert. Der Versammlungsort in der Azusa Street 312 mit der jungen, dynamischen Pfingstgemeinde zogen Tausende von Gästen und Besuchern aus aller Welt an und gaben so den Namen für den Beginn der aufstrebenden Pfingstbewegung, das sogenannte Azusa Street Revival.
Infolge Uneinigkeit in Lehrfragen, Streitigkeiten der Leitenden, Abspaltungen und Abnahme der Mitglieder trat die Azusa Street Mission ab 1912 zunehmend in den Hintergrund. Seymour starb bereits 1922, und seine Frau Jennie Evans Moore übernahm die Leitung der wieder klein gewordenen Gemeinde. Noch bis ins Jahr 1931 diente das Gebäude als Versammlungsort dieser Pfingstgemeinde, bis es schließlich wegen angeblicher Brandgefahr auf die Abbruchliste der Stadt kam und abgerissen wurde. Ein Parkplatz wurde auf dem Grundstück eingerichtet, und nur noch eine Tafel erinnert an die Geschehnisse von 1906.